# فرانس فان أنرات
فرانس فان أنرات (بالهولندية: Frans van Anraat)‏‏ (9 أغسطس 1942 في دن هيلدر - ) كيميائي، ورائد أعمال، ومجرم من مملكة هولندا.